# Иля-Лаваярви
И́ля-Ла́вая́рви (фин. Ylä Lavajärvi) — озеро на территории Лоймольского сельского поселения Суоярвского района Республики Карелия.

## Общие сведения
Площадь озера — 0,8 км². Располагается на высоте 78,1 метров над уровнем моря.
Форма озера овальная, слегка вытянутая с юго-востока на северо-запад. Берега каменисто-песчаные, местами заболоченные.

Из северной части озера вытекает безымянный ручей, который, протекая через озеро Кескиняйнен (фин. Keskinäinen), впадает в озеро Ала-Лаваярви. Оттуда, проходя озёра Суласалми (фин. Sulasalmi) и Пюхяярви, ручей впадает в озеро Вуортанаярви, из которого вытекает река Койринйоки.
Населённые пункты близ озера отсутствуют. К северу от озера проходит трасса А121 («Сортавала»).
Код водного объекта в государственном водном реестре — 01040300211102000013766.
Название озера переводится с финского языка как «верхнее озеро с помостом».

## Панорама

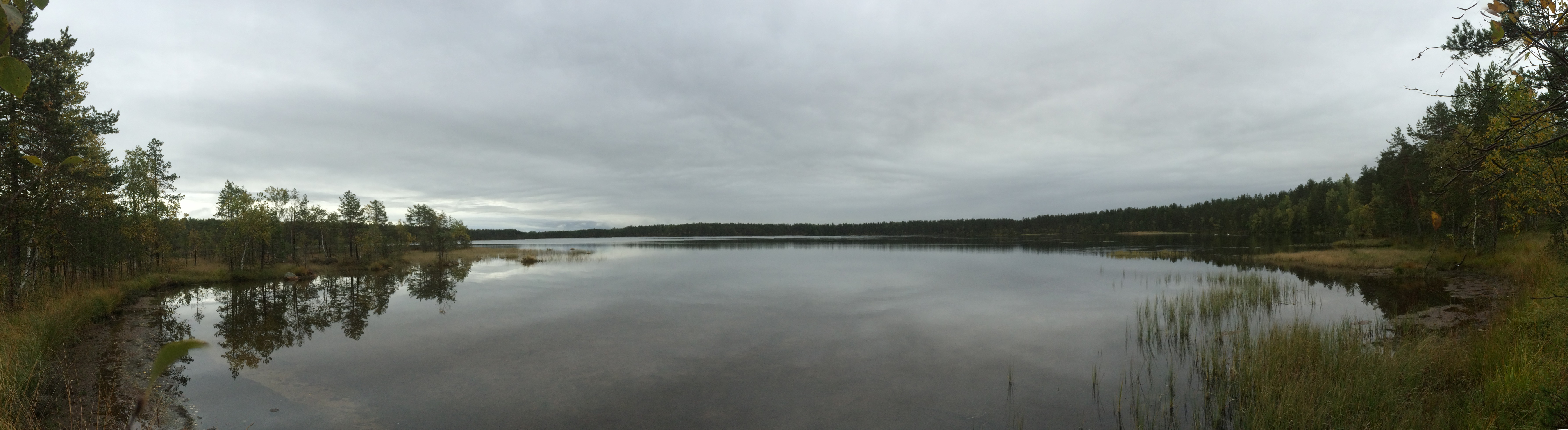
Панорама